# 鈴木かすみ
鈴木 かすみ（すずき かすみ、1990年6月21日 - ）は、日本の女優、タレント、元子役。
神奈川県出身。2015年4月まではエヴァーグリーン・エンタテイメントに所属していた。

## 人物・経歴
- 趣味：読書[5]。
- 特技：フラフープ・なわとび・ピアノ[5]。
- 2001年のミュージカル『美少女戦士セーラームーン』でデビューする。習い事で通っていたピアノ講師からの誘いで参加した[6]。
- 2003年2月16日には特撮番組『爆竜戦隊アバレンジャー』の黎明の使徒リジェ役でテレビに初出演する。オーディションに立ち会った監督の小中肇は、鈴木の「芝居に対する勘の良さが強く印象に残った」と評価している[6]。

## 『爆竜戦隊アバレンジャー』のエピソード
自分が演じた“黎明の使徒リジェ”について、当初は攻撃能力を持っていないのかと疑問に思っていたが、監督から「リジェってどんな攻撃をすると思う？」と質問された際に「指先から光線みたいなものを出すかも」と答え、のちに「光線を出すシーンがあったときは嬉しかった」と述べている。
2003年8月16日に公開された劇場版『爆竜戦隊アバレンジャー DELUXE アバレサマーはキンキン中!』のエンディングの踊る場面では、楽しいあまり地で踊っていた。

## 出演作品

### テレビドラマ
- 爆竜戦隊アバレンジャー（2003年 - 2004年、テレビ朝日） - リジェ、謎の少女、謎の少女そっくりさん
- 愛の劇場 大好き!五つ子6（2004年、TBS） - 竹内由佳
- ジイジ2～孫といた夏〜 第3回（2005年、NHK総合） - 舞
- 仮面ライダーシリーズ
  - 仮面ライダーカブト 第37話「学校の怪談」・第38話「あぶない妹」（2006年、テレビ朝日） - 小林恵子
  - 仮面ライダーフォーゼ 第25話「卒・業・後・髪」・第26話「有・終・輪・舞」（2012年、テレビ朝日） - 徳田弥生
- P&Gパンテーンドラマスペシャル 永遠の1.8秒（2007年、フジテレビ）
- しにがみのバラッド。 最終話（2007年、テレビ東京）
- わたしたちの教科書（2007年、フジテレビ） - 山田"ポー"加寿子
- 探偵学園Q 第4話・第5話（2007年、日本テレビ） - 朝吹麻耶
- 赤い糸（2008年 - 2009年、フジテレビ） - 中西優梨
- ドラマ8芸能社（2009年、NHKワンセグ2） - 徳川直美
- 新参者 第3話（2010年、TBS）
- 名探偵コナンドラマスペシャル 工藤新一への挑戦状〜怪鳥伝説の謎〜（2011年、読売テレビ・日本テレビ系） - 和倉美沙
- 積木くずし 最終章 第一夜（2012年、フジテレビ）
- GTO 正月スペシャル! 冬休みも熱血授業だ（2013年、関西テレビ・フジテレビ系）
- 幽かな彼女 第4話（2013年、関西テレビ・フジテレビ系） - 早苗
- 35歳の高校生 最終話（2013年、日本テレビ）
- 連続ドラマW 鍵のない夢を見る 最終夜「君本家の誘拐」（2013年、WOWOW）
- 家族の裏事情 第1話（2013年、フジテレビ）
- 東京バンドワゴン〜下町大家族物語 第6話（2013年、日本テレビ） - 三迫貴恵（高校時代 ※写真）、三迫佳奈
- ホワイト・ラボ〜警視庁特別科学捜査班〜 第10話（2014年、TBS）

### OVA
- 鴉 -KARAS-（2005年 - 2007年、タツノコプロ） - ゆりね

### バラエティ
- ワンナイR&R もんじゃろ学園物語（2005年 - 2006年） - カスミ

### ミュージカル
- 美少女戦士セーラームーン（2001年 - 2002年） - マナ
- おジャ魔女どれみ - 春風どれみ

### オリジナルビデオ
- スーパー戦隊シリーズ
  - 爆竜戦隊アバレンジャーVSハリケンジャー（2004年） - 黎明の使徒リジェ
  - 特捜戦隊デカレンジャーVSアバレンジャー（2005年） - ウェイトレス

### 映画
- 爆竜戦隊アバレンジャー DELUXE アバレサマーはキンキン中!（2003年） - 黎明の使徒リジェ
- ゲゲゲの鬼太郎（2007年） - 田中愛
- 赤い糸（2008年） - 中西優梨
- 怪談新耳袋 怪奇（2010年） - 永瀬晴美
- 仮面ライダーフォーゼ THE MOVIE みんなで宇宙キターッ!（2012年） - 徳田弥生（友情出演）

### ドラマCD
- 爆竜戦隊アバレンジャー「ダイノアーススペシャル！伝説の腕輪と五つのアバレスピリッツ」

### 舞台
- エアースタジオ「DARKNESS GATE」（2008年、エアースタジオ）
- エアースタジオ「SAKURA」（2011年、アクアスタジオ）
- エアースタジオ「PRIDE」（2013年、アクアスタジオ）
- Reset Limit「デルージョン！プリズナー！」（2014年、ウッディーシアター中目黒）

### その他
- WaT LIVE DVD「スーサイドストア」 - 杉内英美

## ディスコグラフィー
- エヴォリアン聖歌（『爆竜戦隊アバレンジャー』挿入歌、共演者の緒方文興、宇垣秀成と共に歌唱）